# Yoann Décimus
Yoann Décimus (né le 30 novembre 1987 à Paris) est un athlète français spécialiste du 400 mètres et du 400 mètres haies.

## Carrière
Champion de France espoirs du 400 m en salle en début d'année 2007, il termine au pied du podium du relais 4 × 400 mètres lors des Championnats d'Europe en salle de Birmingham. Il participe ensuite aux Championnats d'Europe espoirs où il est éliminé au stade des demi-finales (6e en 47 s 32). En 2008, le Français remporte le titre national « élite »  du 400 m en salle au Stadium de Bordeaux-Lac, ce qui lui permet d'être sélectionné pour les Championnats du monde en salle de Valence. Demi-finaliste des Championnats d'Europe en salle 2009, il obtient sa première médaille internationale à l'occasion des Championnats d'Europe espoirs de Kaunas, en juillet 2009, en prenant la troisième place du relais 4 × 400 m en compagnie de ses coéquipiers de l'équipe de France. Sélectionné en équipe de France A lors des Championnats du monde de Berlin, il participe à l'épreuve du relais 4 × 400 m et se classe septième de la finale en 3 min 02 s 65 (avec Leslie Djhone, Teddy Venel et Yannick Fonsat).
En 2011, lors des Championnats d'Europe en salle de Paris-Bercy, Yoann Décimus se classe sixième de la finale du 400 m, avant de remporter en fin de compétition le titre continental du relais 4 × 400 mètres en compagnie de Marc Macédot, Leslie Djhone et Mamoudou Hanne. L'équipe de France établit à cette occasion un nouveau record de France de la discipline en 3 min 06 s 17. 

### Palmarès

#### International
| Date | Compétition                    | Lieu       | 400 m | 4 × 400 m |
| ---- | ------------------------------ | ---------- | ----- | --------- |
| 2007 | Championnats d'Europe en salle | Birmingham |       | 4e        |
| 2009 | Championnats d'Europe en salle | Turin      | 6e    |           |
| 2009 | Championnats d'Europe espoirs  | Kaunas     | 5e    | 3e        |
| 2009 | Championnats du monde          | Berlin     |       | 7e        |
| 2011 | Championnats d'Europe en salle | Paris      | 6e    | 1er       |

#### National
| Compétition                     | 2007 | 2008 | 2009 | 2010 | 2011 |
| ------------------------------- | ---- | ---- | ---- | ---- | ---- |
| Championnats de France élite    |      |      | 3e   |      |      |
| Champ. de France élite en salle | 2e   | 1er  | 3e   |      | 2e   |

### Records
| Épreuve           | Performance | Lieu             | Date            |
| ----------------- | ----------- | ---------------- | --------------- |
| 400 m (plein air) | 46 s 04     | La Roche-sur-Yon | 10 août 2011    |
| 400 m (salle)     | 46 s 31     | Aubière          | 20 février 2011 |
| 400 m haies       | 49 s 52     | Paris            | 14 juillet 2013 |